# Joe Worrall (football)
Pour les articles homonymes, voir Joseph Worrall et Worall.
Joseph « Joe » Worrall, né le 10 janvier 1997 à West Bridgford, est un footballeur anglais qui évolue au poste de défenseur au Burnley FC.

## Carrière

### En équipe nationale
Il représente l'équipe d'Angleterre des moins de 18 ans lors du Tournoi de Toulon 2017. Il joue quatre matchs lors de cette compétition et l'Angleterre remporte le tournoi en battant la Côte d'Ivoire aux tirs au but.
Le 10 octobre 2017, Worrall prend part à sa première rencontre avec l'équipe d'Angleterre espoirs en étant titularisé face à Andorre.

## Palmarès

### En club
- Rangers FC
  - Vice-champion d'Écosse en 2019.

- Beşiktaş JK
  - Vainqueur de la Coupe de Turquie en 2024.

- Burnley
  - Vice-champion de Championship en 2025

### En sélection
- Vainqueur du Tournoi de Toulon en 2017.

### Distinction individuelle
- Membre de l'équipe-type du Championnat d'Angleterre de deuxième division en 2022.